# Instituut voor de Landbouw
Het instituut voor de landbouw te Wateren werd opgericht door de Maatschappij van Weldadigheid (MvW) in 1823. Dit landbouwinstituut was een van de eerste landbouwscholen in Nederland. Tot 1859 heeft deze school in meerdere of mindere mate de interne opleidingen verzorgd van de MvW. Het instituut werd ook aangeduid als "kweekschool", als "opvoedingsgesticht voor den landbouw" en als "instituut voor den landbouw". 

## De Maatschappij van Weldadigheid
De MvW was opgericht in 1818 ter bestrijding van de armoede in Nederland door de behoeftigen te leren een bestaan als boer op te bouwen. Al gauw bleek dat er behoefte was aan kaderpersoneel dat binnen de MvW allerlei functies kon vervullen. Hierbij werd als eerste gedacht aan de zonen van kolonisten in de leeftijdscategorie 13 jaar en ouder. 

## Landbouwonderwijs elders
Daarnaast bleek in Nederland behoefte te bestaan aan landbouwonderwijs op wetenschappelijk niveau. In Duitsland functioneerde het landbouwinstituut van Hohenheim (bij Stuttgart) als zodanig. Waarschijnlijk om financiële redenen heeft de MvW dit denkbeeld niet opgepakt en bleef de school in Wateren niet meer dan een interne opleidingsinstituut voor de MvW.

## Groot en Klein Wateren
Tussen 1819 en 1823 werden in de marke van Diever en Wateren boerderijen en grote stukken heide aangekocht. Van deze landerijen werd in 1823 100 morgen (ruim 85 hectare) beschikbaar gesteld aan de in aanbouw zijnde school. Drie jaar later was de helft van dit areaal al ontgonnen.

## Het instituut
Meteen in 1823 werd begonnen met de bouw van het instituut. He complex bestond uit:
		- twee woonzalen
		- een school voor 75 leerlingen
		- een keuken
		- woningen
		- een washuis
		- een broodbakkerij
		- een boerderij met loodsen en schuren voor		
			- 25 koeien
			- 4 paarden
			- 400 schapen

## Het onderwijs
Het onderwijs was inhoudelijk voornamelijk gebaseerd op de ideeën van de Zwitserse pedagoog Johann Heinrich Pestalozzi (1746 - 1827). In 1819 stelde D.J. van Ewijck (1786 - 1858), een filantroop (en een latere gouverneur van Drenthe), Kornelis Mulder, een leerling van de Groningse hoogleraar Van Swinderen, in staat een opleiding te volgen in Hofwil bij Bern. Philipp Emanuel von Fellenberg (1771 - 1844) was daar op het landgoed van zijn vader een landbouwkundig instituut begonnen. In 1821 bracht generaal Johannes van den Bosch een bezoek aan dit instituut en aan zijn pupil.

## Verdere ontwikkeling
Kornelis Mulder werd de eerste "instituteur" van de kweekschool in Wateren. In 1824 waren er 30 leerlingen, in 1826 waren er 60! Het was voor de ontwikkeling van de school niet gunstig dat Mulder in 1831 voor het vervullen van een leidinggevende functie vertrok naar de bedelaarskolonie in Ommerschans. Zijn vertrek markeert dan ook het begin van een periode waarin het onderwijs slechter werd: er werd alleen lesgegeven in de avonduren. Overdag werkten de leerlingen in een steenbakkerij in Groot Wateren of hielden zich bezig met de teelt van aardappelen. Een lichtpuntje was het feit dat de school zich in meerdere mate bezig ging houden met veeteelt. Daartoe werd in de Oude Willem heide omgezet in grasland. 
Pas in de jaren 1840 - 1850 probeerde men onder invloed van de "landhuishoudkundige school" in Groningen te komen tot structurele verbeteringen. Er werd weer overdag lesgegeven en ook de theorielessen in de avond werden beter.

## De afloop
In 1859 verkocht de MvW alle gronden - 2000 hectare - in Wateren en omgeving. Een deel ervan - het landbouwinstituut met de daarbij behorende landerijen (500 ha) werd verkocht aan J.F. de Ruyter de Wildt. De leerlingen kregen in den vervolge een wat goedkopere opleiding in Frederiksoord. De activiteiten van een latere eigenaar zijn er de oorzaak van geweest dat er rond dit complex het dorp Zorgvlied ontstond.